# Ramón Morales
Ramón Morales Higuera (La Piedad, 1975. október 10. – ) mexikói válogatott labdarúgó, edző. 

## Pályafutása

### Klubcsapatban
1994 és 1995 között a La Piedad labdarúgója volt. 1995 és 1998 között a Monterrey, 1999 és 2010 között a CD Guadalajara csapatában szerepelt. 2010–11-ben a Tecos FC játékosa volt.

### A válogatottban
2001 és 2007 között 64 alkalommal szerepelt az mexikói válogatottban és 6 gólt szerzett. Részt vett a 2002-es és a 2006-os világbajnokságon, a 2005-ös konföderációs kupán, a 2001-es, a 2004-es és a a 2007-es Copa Américán, illetve tagja volt a 2007-es CONCACAF-aranykupán ezüstérmet szerző csapatnak is. 

## Sikerei, díjai
Guadalajara
- Mexikói bajnok (1): 2006 Apertura

Mexikó
- CONCACAF-aranykupa döntős (1): 2007
- Copa América döntős (1): 2001
- Copa América bronzérmes (1): 2007